# استهداف أفراد الدفاع المدني خلال عملية طوفان الأقصى
منذ بداية عملية طوفان الأقصى، ومع بداية يوم الإثنين 16 أكتوبر/ تشرين الأول 2023، قامت الطائرات الإسرائيلية باستهداف أفراد من رجال الدفاع المدني الفلسطيني، مما أدى إلى استشهاد ما لا يقل عن 7 من رجال الدفاع المدني كانوا من بين المدنيين.

## الخلفية
الدفاع المدني الفلسطيني هو الجهاز المختص بخدمات الطوارئ العامل ضمن هيكلية وزارة الداخلية الفلسطينية لحماية أرواح المواطنين وممتلكاتهم زمن السلم أو الحرب سواءً في الكوارث الطبيعية أو الصناعية وتم تأسيس الجهاز بموجب قانون رقم (3) لسنة 1998م بشأن الدفاع المدني. ولغزة جهاز دفاع مدني منفصل عن جهاز الدفاع المدني الموجود في الضفة الغربية.
في سياق النزاع الفلسطيني الإسرائيلي، كان هناك تقارير متكررة عن استهداف رجال الدفاع المدني من قبل الاحتلال الإسرائيلي. تشير هذه التقارير إلى أن القوات الإسرائيلية قد استهدفت بعض المرافق والأفراد التابعين للدفاع المدني أثناء أداء واجباتهم الإنسانية.

## استهداف أفراد الدفاع المدني في عملية طوفان الأقصى

### 16 أكتوبر 2023
جرى استهداف طواقم ورجال الدفاع المدني يوم الإثنين 16 أكتوبر/ تشرين الأول 2023، حيثُ استشهد 3 من أفراد الدفاع المدني جراء قصف إسرائيلي استهدف مقرا للدفاع المدني شرق غزة. واستشهد 4 آخرين من الدفاع المدني خلال قصف إسرائيلي استهدف مقرًا ثانيًا للدفاع المدني في حي تل الهوى جنوب غرب غزة، ليرتفع عدد شهداء المقريْن إلى 7 شهداء من افراد الدفاع المدني.